# کاروزینو
کاروزینو (به ایتالیایی: Carosino) یک کومونه در ایتالیا است که در استان تارانتو واقع شده‌است.

## خصوصیات
کاروزینو ۱۰٫۷۹ کیلومترمربع مساحت و ۷٬۰۷۱ نفر جمعیت دارد و ۷۴ متر بالاتر از سطح دریا واقع شده‌است.

## خواهرخوانده
شهر Maratea خواهرخواندهٔ کاروزینو هست.